# 씨디네트웍스
씨디네트웍스(영어: CDNetworks)는 2000년에 설립된 인터넷 콘텐츠와 애플리케이션 전송을 위한 기술, 네트워크 인프라, 고객 서비스를 제공하는 풀 서비스 콘텐츠 전송 네트워크(CDN) 전문 기업이다.